# Lipnica Wielka (gmina)
Lipnica Wielka – gmina wiejska u podnóża Babiej Góry w województwie małopolskim, w powiecie nowotarskim. W latach 1975–76 i 1991–98 gmina położona była w województwie nowosądeckim. Siedziba gminy to Lipnica Wielka. Według danych na koniec roku 2016 gminę zamieszkiwały 6033 osoby.

## Historia
W wyniku podziału Orawy z 28 lipca 1920 roku gmina Lipnica Wielka została włączona do Polski, a od 23 grudnia tego roku weszła w skład powiatu spisko-orawskiego w woj. krakowskim. Obejmowała wówczas wsie Lipnica Wielka (bez górnej części wsi) i Lipnica Mała. Wkrótce jednak obszar powiatu spisko-orawskiego upodobniono do galicyjskiej części woj. krakowskiego, przez co gminy zbiorowe podzielono na gminy jednostkowe. Brak dokładnej daty przeprowadzenia tego podziału, lecz spis GUS:u wykazujący stan administracyjny na 30 września 1921 roku, uwzględnia już gminy jednostkowe (gminę Lipnica Wielka podzielono na gminy Lipnica Wielka i Lipnica Mała). W 1924 roku dokonano wymiany terytoriów – Polska otrzymała górną część wsi Lipnica Wielka, a w zamian oddała Czechosłowacji wsie Głodówka i Sucha Góra. 1 lipca 1925 roku zniesiono powiat spisko-orawski, a jego terytorium włączono do powiatu nowotarskiego. 1 sierpnia 1934 zniesiono gminy jednostkowe, a Lipnicę Wielką i Lipnicę Małą włączono do nowo utworzonej zbiorowej gminy Jabłonka.
Gminę Lipnica Wielka reaktywowano 1 stycznia 1973 w powiecie nowotarskim w woj. krakowskim w składzie 2 sołectw: Lipnica Mała i Lipnica Wielka 1 czerwca 1975 roku gmina znalazła się w nowo utworzonym woj. nowosądeckim. 15 stycznia 1976 roku gmina została zniesiona, a jej obszar połączono z dotychczasową gminą Jabłonka w nową gminę Jabłonka.
Gminę Lipnica Wielka reaktywowano po raz trzeci 2 kwietnia 1991 w zmienionych granicach względem tych z 1976 roku. W jej skład weszły wsie Lipnica Wielka i Kiczory (do 1991 roku Kiczory były częścią wsi Lipnica Wielka), natomiast należące dawniej do gminy Lipnica Wielka sołectwo Lipnica Mała pozostało w gminie Jabłonka.

## Struktura powierzchni
Według danych z roku 2002 gmina Lipnica Wielka ma obszar 67,47 km². Gmina ma charakter rolniczy i turystyczny.
Struktura użytkowania ziemi przedstawia się następująco:
- grunty orne 32,6%;
- łąki i pastwiska 15,5%;
- lasy 46,7%;
- nieużytki, wody oraz tereny zabudowane i drogi 9,2%.

Gmina stanowi 4,58% powierzchni powiatu.

## Demografia

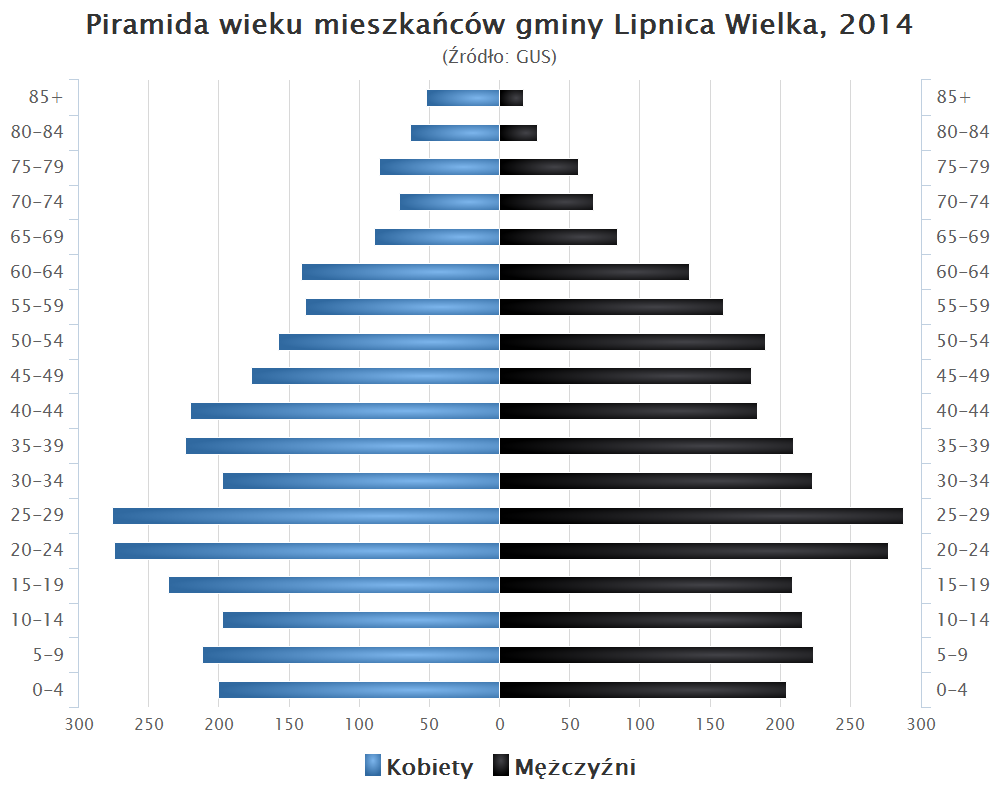
Piramida wieku mieszkańców gminy Lipnica Wielka w 2014 roku

Dane z 30 czerwca 2004:
| Opis                              | Ogółem | Ogółem | Kobiety | Kobiety | Mężczyźni | Mężczyźni |
| --------------------------------- | ------ | ------ | ------- | ------- | --------- | --------- |
| jednostka                         | osób   | %      | osób    | %       | osób      | %         |
| populacja                         | 6033   | 100    | 3048    | 50,5    | 2985      | 49,5      |
| gęstość zaludnienia (mieszk./km²) | 89,81  | 89,81  | 41,9    | 41,9    | 40,4      | 40,4      |

## Miejscowości wchodzące w skład gminy
Bartoszowa Polana (przysiółek), Lipnica Wielka (sołectwa: Murowanica, Centrum, Skoczyki, Przywarówka), Kiczory, Leśniczówka na Lniarce (osada), Śmietanowa (leśniczówka).

## Sąsiednie gminy
Jabłonka, Zawoja. Gmina sąsiaduje ze Słowacją.